# Karl Hovelsen
Karl Hovelsen (ur. 1877 w Christianii, zm. 1955) – norweski narciarz kombinacji norweskiej, uczestniczący w zawodach w latach 90. XIX wieku i w latach 1900-1909.
Karl Hovelsen wygrał zawody w kombinacji norweskiej na Holmenkollen ski festival w 1903. Hovelsen wygrał także biegi narciarskie na 50 km w latach 1902 i 1903. Za te zwycięstwa zdobył medal Holmenkollen w 1903.
W 1905 roku wyjechał do USA i osiadł w stanie Kolorado. Używał tam nieco zmienionej wersji swego nazwiska – Carl Howelsen. Propagował narciarstwo, zbudował między innymi pierwszą skocznię narciarską w Steamboat Springs, która została nazwana jego nazwiskiem.
W 1955 roku wrócił do Norwegii, gdzie mieszkał aż do śmierci.